# Acragas longipalpus
Acragas longipalpus là một loài nhện trong họ Salticidae.
Loài này thuộc chi Acragas. Acragas longipalpus được Elizabeth Maria Gifford Peckham & George William Peckham miêu tả năm 1885.